# Чикиса
Чикиса (исп. Chíquiza) — небольшой город и муниципалитет в центральной части Колумбии, на территории департамента Бояка. Входит в состав Центральной провинции.

## История
Поселение, из которого позднее вырос город, было основано в 1556 году. Муниципалитет Чикиса был выделен в отдельную административную единицу в 1982 году.

## Географическое положение

Муниципалитет Чикиса

Город расположен на северо-западе центральной части департамента, в гористой местности Восточной Кордильеры, на расстоянии приблизительно 15 километров к западу-северо-западу (WNW) от города Тунха, административного центра департамента. Абсолютная высота — 2606 метров над уровнем моря.
Муниципалитет Чикиса граничит на севере с территорией муниципалитета Аркабуко, на востоке — с муниципалитетом Мотавита, на юго-востоке — с муниципалитетом Сора, на юго-западе — с муниципалитетом Сачика, на западе и северо-западе — с муниципалитетом Вилья-де-Лейва. Площадь муниципалитета составляет 120 км².

## Население
По данным Национального административного департамента статистики Колумбии, совокупная численность населения города и муниципалитета в 2015 году составляла 5484 человека.
Динамика численности населения муниципалитета по годам:
| 2005 | 2006 | 2007 | 2008 | 2009 | 2010 | 2011 | 2012 | 2013 | 2014 | 2015 |
| ---- | ---- | ---- | ---- | ---- | ---- | ---- | ---- | ---- | ---- | ---- |
| 6073 | 6012 | 5955 | 5899 | 5839 | 5781 | 5722 | 5659 | 5601 | 5545 | 5484 |

Согласно данным переписи 2005 года мужчины составляли 52,5 % от населения Чикисы, женщины — соответственно 47,5 %. В расовом отношении белые и метисы составляли 99,9 % от населения города; негры, мулаты и райсальцы — 0,1 %.
Уровень грамотности среди всего населения составлял 86,9 %.

## Экономика
Основу экономики Чикисы составляет сельское хозяйство.

66,4 % от общего числа городских и муниципальных предприятий составляют предприятия торговой сферы, 25,2 % — предприятия сферы обслуживания, 8,4 % — промышленные предприятия.